# Zinda Haixam Apardi
Zinda Haixam Apardi (el nom apareix com a Zinda Hasham Apardi o Zinde Khusham Apardi; en català Zinda Haixam Apardi o Zinde Khuixam Apardi) (+ vers 1371) fou un amir principal del tumen dels Apardi.

## Amir del tumen
Vers el 1360 va succeir en la direcció del tumen a Muhammad Khwaja Apardi (Muhammad Khoja Apardi) de Shaburgan. A meitat del segle xiv es coneix el control d'Ankhud i Gurziwan per part dels Arlats però poc després, vers 1360 havien caigut sota dependència dels Apardi ja que Zinda Hasham Apardi (Zinde Kusham) governava a Ankhud vers 1360 amb autoritat sobre Tilenchi Arpat (testimoniat el 1362), que després fou executat per Zinda Hasham (vers 1370) quan no el va recolzar en la seva revolta contra Tamerlà. Un altre amir, Turkan Arlat (o Turken Arlat), governava a Gurziwan o Faryab fins a la seva mort el 1375.
El 1361, poc després que Timur havia abandonat el campament on eren Bayazid Jalayir i Hajji Barles, aquest darrer li va enviar un missatge informant-li que Abdallah ibn Taysu i Zinda Hasham Apardi havien aixecat tropes per fer-li la guerra i l'aconsellava no creuar el Jihun i reunir les tropes del desert; ell mateix li enviaria tropes sota el comandament de l'amir Khogam (Txugham). Timur no va esperar a l'arribada de l'amir; va tirar enrere per reunir les tropes del desert i va refer els passos cap on havia vingut.
Al kurultai de 1364 es va decidir entre moltes altres coses que l'amir Haidar d'Andkhud, que estava presoner, seria entregat a Zinda Hasham Apardi, per ser executat. La celebració d'aquest kurultai és situat per B. F. Manz a finals del 1364.

## Comandant de Husayn
El 1365 quan els jats van tornar a Transoxiana, Amir Husayn immediatament va mobilitzar tropes dirigides per Zinda Hasham Apardi, Pulad Bugha i Malik Bahadur que foren enviades a Timur. En la “batalla de Laï o dels tolls” (30 de maig i 1 de juny del 1365) Zinda Hasham va tenir una actuació destacada però finalment la batalla es va perdre per un error tàctic de Husayn.
Al començament del 1369, la guerra civil entre Amir Husayn i Tamerlà (1365-1370) estava en un moment de treva en què els dos rival cooperaven (1368-1369). Tamerlà estava anant de Xahrisabz en direcció a Balkh i fou informat que Husayn planejava arrestar-lo. Va anar no obstant a veure a Husayn i li va dir que acceptava marxar contra alguns dissidents acompanyat Zinde Khusham, un dels principals caps de Husayn. En saber que Timur marxava contra ells, els dissidents van fugir. Husayn mentre va poder establir la residència a Balkh contra els consells i desitjos de Tamerlà. Diversos fets menors van provocar el trencament entre els dos homes. El 1369 Husayn va enviar un exèrcit manat per Txuban Seberdal i Timur va respondre enviant una força d'avantguarda sota Xaikh Ali Bahadur que va enfrontar als rivals i els va derrotar i obligar a fugir. Llavors Tamerlà va marxar contra Husayn. Mentre Xaikh Ali Bahadur, el cap de l'avantguarda timúrida, va fer presoner a Txuban Seberdal, cap de l'avantguarda contraria, i el va portat lligat a Timur. Llavors Zinda Haixam Apardi va desertar i es va unir a Tamerlà, de la mateixa manera com havia fet l'amir apardi d'Arhanq.

## Final de la guerra
Després de la batalla i ocupació de Balkh el 1370 (abril), que va posar final a la guerra, l'hàrem de Husayn fou repartit entre Tamerlà i els amirs. L'esposa de Husayn Dilshad Agha fou entregada a Zinda Haixam, el qual fou confirmat com a cap del tumen dels Apardi de Sheburghan. Zinda aviat va mostrar la seva hostilitat acollint a amir Musa Taychi'ut, el antic comandant en cap de Husayn que inicialment s'havia passat a Timur pocs mesos abans de la conquesta de Balkh però poc després, encara abans de la conquesta, va tornar a desertar i va fugir al Turquestan; a la mort d'Amir Husayn, havia enviat una disculpa i demanat perdó i se li va concedir un salva conducte del qual Musa no es va refiar i va acabar alçant-se en armes, sent ràpidament derrotat i refugiant-se aleshores amb Zinda Haixam a Sheburghan. Això en la pràctica era una rebel·lió que Timur volia deixar passar per no donar als dos homes una excessiva importància. Pel mes de juny es va convocar un kurultai a Samarcanda a la que havien d'assistir tots els caps del ulus Txagatai; no assistir a un kurultai convocat equivalia a la rebel·lió. Se li va enviar una invitació (invitació que li va encarregar de portar a l'amir Oljeitu Apardi -el amir mes vell de la tribu dels Apardi i probablement considerat com una mena de cap honorífic de la tribu- que era parent seu, el qual es va excusar -com a màxim exponent de la tribu no es podia arriscar a fracassar en la tasca- i finalment fou el seu fill Khwaja Yusuf Apardi qui la va portar); Zinda Haixam la va rebre amb molt de respecte i va dir que acudiria però era fingit i no va fer cap pas.

## Primera revolta
Bayram Shah Arlat, que havia desertat d'Amir Husayn i havia fugit al Khurasan, assabentat de la mort del seu difunt senyor i la pujada al tron de Tamerlà, va decidir anar a Samarcanda a presentar els seus respectes al nou senyor però en el camí fou interceptat per Zinde Khusham que sota pretensió d'hospitalitat, el va agafar i el va confinar. Timur al saber els fets, va enviar una altra invitació al kurultai que li va portar Taban Bahadur, però aquest missatger fou empresonat. Això va provocar la ira de Tamerlà que va preparar les coses per marxar cap a Sheburghan. Zinda al saber-ho es va alarmar molt i es va tancar al fort blanc de Sheburghan anomenat Sefid Dez, però quan va sentir els courkes va escriure a Oljaitu Apardi per demanar el perdó i al cap d'uns dies, va enviar el seu germà petit, Islam Apardi, a servir a Timur i a amir Musa Taychi'ut, (al qual tenia asilat) lligat de coll i mans cap a Samarcanda. Tamerlà va perdonar immediatament a Musa Taychi'ut i li va donar el comandament de la seva pròpia tribu i altres honors (robes i un banquet).

## Segona revolta
Zinde Khusham va tardar poques setmanes a estar altre cop revoltat obertament. L'amir Musa Taychi'ut, Abu l-Laith Samarcandi i Abu Ishaq (no s'especifica qui és però probablement es tractaria d'Abu Ishaq fill de Khidr Yasauri), i el fill del sayyid senyor de Tirmidh, el príncep Abu l-Maali, van participar al complot que tenia per objecte capturar o assassinar Timur mentre estava de cacera. Khanzada Abu l-Maali va tenir un somni en que se li anunciava la fi del món i que el Profeta el feia l'encarregat de revelar la veritat.
Un dia mentre el gran amir tenia a la ma un falcó, els quatre van atacar als seus servidors, però Tamerlà es va posar un tambor com a casc i va deixar el falcó per agafar l'espasa demanant ajut al mateix temps; veient que fracassaven van intentar fugir però foren agafats pels servidors; Tamerlà va ordenar empresonar-los i va seguir la cacera. Quan va tornar a Samarcanda va ordenar portar als quatre presoners. Va perdonar a Abu al-Maali per ser descendent del Profeta; a Abu l-Laith per ser jove i d'ascendència àrab; a amir Musa per les connexions familiars (Timur estava casat amb la germana de Musa, anomenada Sarai Mulk Khatun, que abans havia estat casada amb Husayn, i era filla del kan Kazan Khan) i a Zinde Khusham el va entregar al nou governador de Sheburghan, Myan Timur (Buyan Timur fill del seguidor personal Akbugha Naiman), per fer amb ell el que lliurement volgués. Manz diu que el va portar a Samarcanda on va morir poc després.
La versió de Yazdi es lleugerament diferent: El complot fou denunciat a Timur per algú que en va tenir notícia i el gran amir va cridar als implicats. Foren condemnats per traïció, però com que l'amir Musa era germà de la princesa Sarai Mulk (l'esposa de Timur) i que una filla de Timur, Aka Beghi, estava promesa a un fill de Musa, el va perdonar; a Abu l-Maali el va perdonar per ser descendent del profeta però ell i Abu l-Laith havien de marxar a l'Hedjaz (La Meca); un altre implicat (Abu Ishaq) es va salvar per la intercessió del seu parent Saif al-Din Barles. Timur va ordenar que li portessin lligat a Zinde que no s'havia presentat. A Tirmidh es va instal·lar un governador (daruga).
Zinde Khusham va organitzar un saqueig de les hordes properes al seu territori i a finals de l'any el seus estaven saquejant les hordes que residien als voltants de Balkh i Tirmidh (moderna Termez). Al saber-ho, Timur va donar ordres als caps Khetai Bahadur i Arghun Shah Burdalik que marxessin immediatament amb les seves tropes a atacar a Zinde Khusham i a obligar-lo a restaurar tot el saqueig que havia pres; També va enviar dos altres destacaments a dreta i esquerra, per envoltar-lo, i l'exèrcit va atacar a la vora del riu als saquejadors que es retiraven precipitadament per un pot de vaixells a Tirmidh; quan ja havia passat el primer grup el pont fou sabotejat i quan va arribar el segon grup el pont es van enfonsar sense poder tornar enrere perquè ja havien arribat les forces timúrides que disparaven una pluja de fletxes; molts dels fugitius es van ofegar al riu i altres van ser assassinats o ferits; el bestiar saquejat fou recuperat. Zinde Khusham va `poder passar i fugir i va ser perseguit per Arghun Shah, gairebé fins a Sheburghan; però el rebel que havia assegurat el fort, va començar a fortificar-lo; la fortalesa va quedar envoltada i Arghun Shah va demanar reforços: Timur va enviar a amir Jaku Barles amb un reforç considerable. Jaku va creuar el Jihun i va anar cap a Sheburghan.

## Final de Zinda
Amir Jaku va assetjar Sheburghan, però com que començava el hivern, només va poder bloquejar el lloc nominalment durant tres mesos en els quals de fet va estar acampat a la zona. Al finalitzar aquest període, i curt de provisions, Zinde Khusham es va entregar a Jaku sota paraula de protecció i li va demanar d'intercedir per ell davant de Timur per obtenir el perdó, confiant en la misericòrdia del governant; Jaku va acompanyar a Zinde fins a Samarcanda; quan es va apropar a la ciutat fou rebut pels caps principals i tractat amb honor. Fou presentat a Timur i esperava que seria executat però fou perdonat i fins i tot va rebre regals i va passar al servei de Timur sent inclòs a la llista d'oficials de la cort (vers març del 1371).
Zinde Khusham, després de ser perdonat, va anar a la zona del Sihun (Yaxartes) i va convèncer a l'horda anomenada després de Timur de sotmetre’s a l'autoritat de Tamerlà i va portar als caps a la cort (els caps serien els amirs mogols Komze i Oreng Timur); com a recompensa li fou retornat el govern de Sheburghan mentre que el govern de la Horda de Timur (horda creada per Timur a la frontera del Mogolistan) fou conferit a Kepek Timur. Així aquests fets es datarien a finals de primavera o durant l'estiu del 1371.
La realitat es que Zinda no torna a ser esmentat, es que fa verosimil pensar que va morir o fou executat.